# Nactus allenallisoni
Nactus allenallisoni — вид геконоподібних ящірок родини геконових (Gekkonidae). Ендемік Папуа Нової Гвінеї. Описаний у 2020 році. Вид названий на честь американського герпетолога Аллена Еллісона.

## Поширення і екологія
Nactus allenallisoni мешкають на північному сході Нової Гвінеї, від Айтапе в провінції Сандаун до Фіншгафена в провінції Моробе, а також на сусідніх островах Манам і Каркар.